# Chrewt
Chrewt [pronunciación en polaco: /xrɛft/] (en ucraniano: Хревть: romanizado, Khrevt) es un pueblo en el distrito administrativo de Gmina Czarna, dentro del Distrito de Bieszczady, Voivodato de Subcarpacia, en el sudeste de Polonia, cercano a la frontera con Ucrania. Se encuentra aproximadamente 10 kilómetros al oeste de Czarna, 15 kilómetros al sur de Ustrzyki Dolne, y 90 kilómetros al sudeste de la capital regional, Rzeszów.
El pueblo tiene una población de 10 habitantes.